# Muzeum Koronki w Koniakowie
Muzeum Koronki – Izba Pamięci Marii Gwarek w Koniakowie – muzeum położone w Koniakowie, na terenie przysiółka Szańce. Poświęcone jest osobie Marii Gwarek – wybitnej koniakowskiej koronkarki.
Placówka powstała w 1962 roku, po śmierci Marii Gwarek. W muzeum można zobaczyć części ubioru oraz przedmioty wykonane z koronki. Są wśród nich m.in. czepce, chusty, kryzy, kołnierzyki, zdobienia bielizny pościelowej, firanki, serwetki na półki, a nawet damska bielizna (stringi). Jednym z eksponatów jest niedokończona serwetka z nici chirurgicznych, wykonywania przez Marię Gwarek dla brytyjskiej królowej Elżbiety II.
Muzeum nie ma ustalonym godzin zwiedzania. Godziny odwiedzin należy ustalić telefonicznie.
Koronczarstwo koniakowskie zostało wpisane na krajową listę dziedzictwa kulturowego UNESCO w 2017 roku.

## Galeria

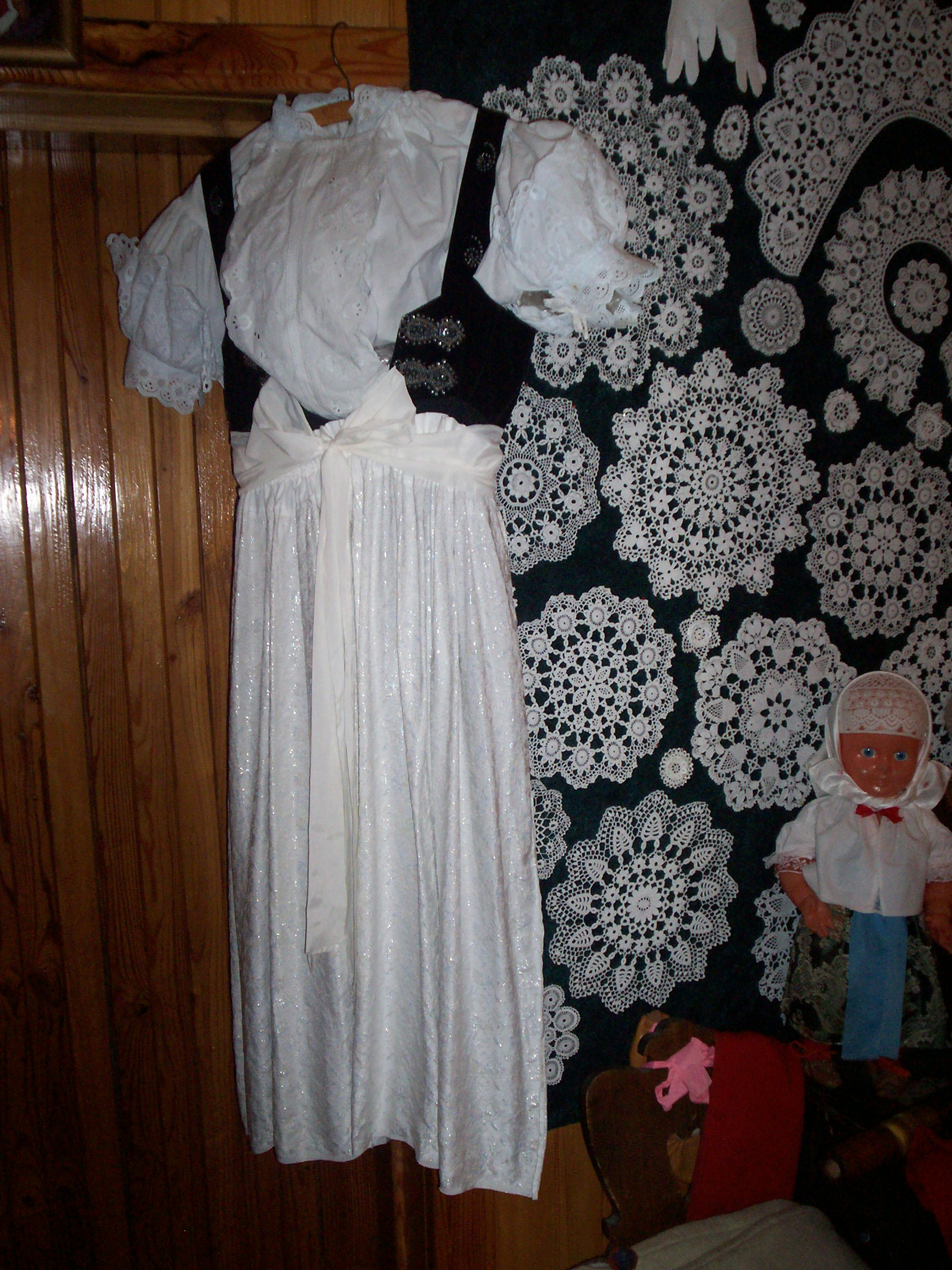
Ekspozycja muzeum
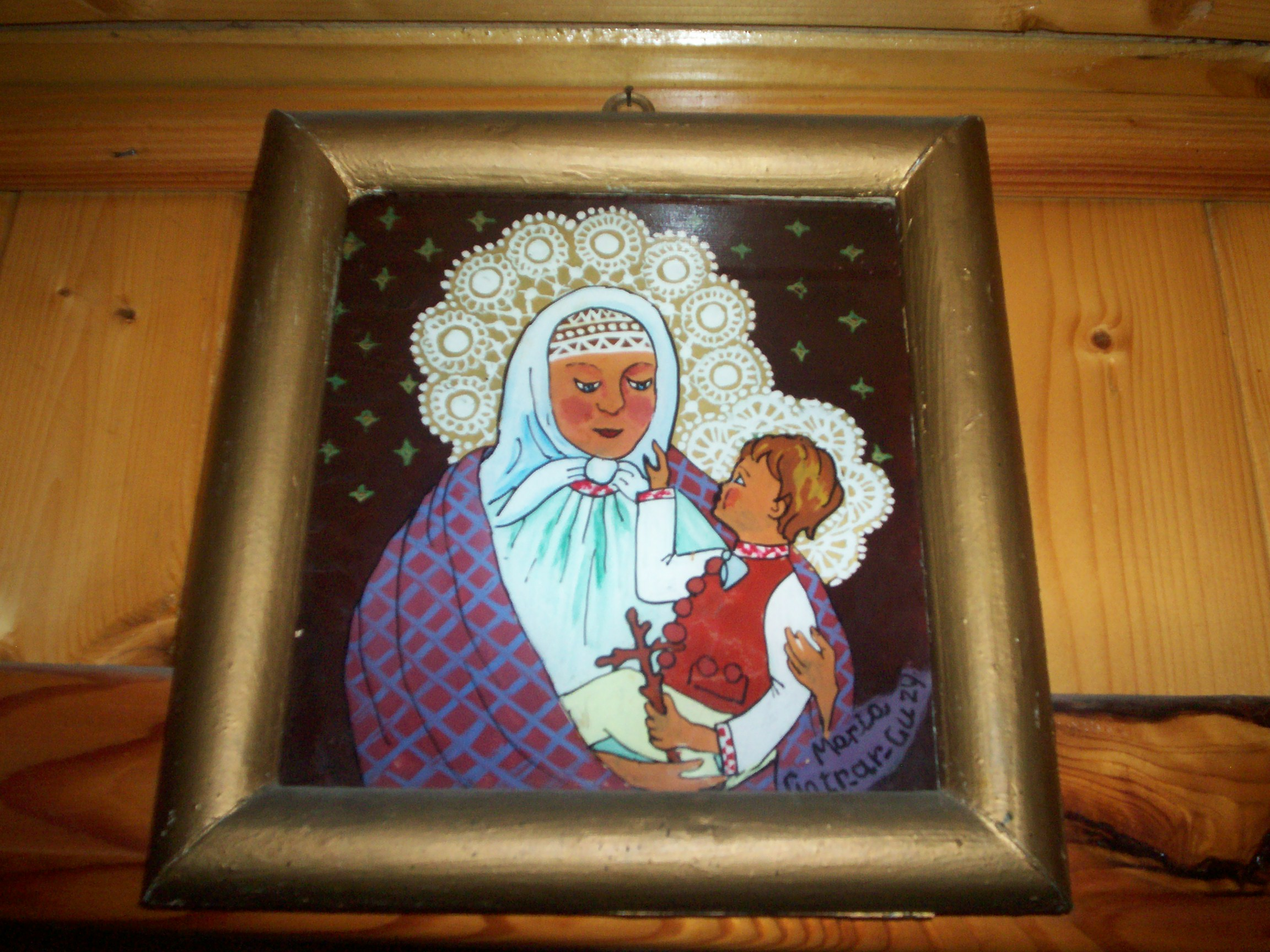
Ekspozycja muzeum
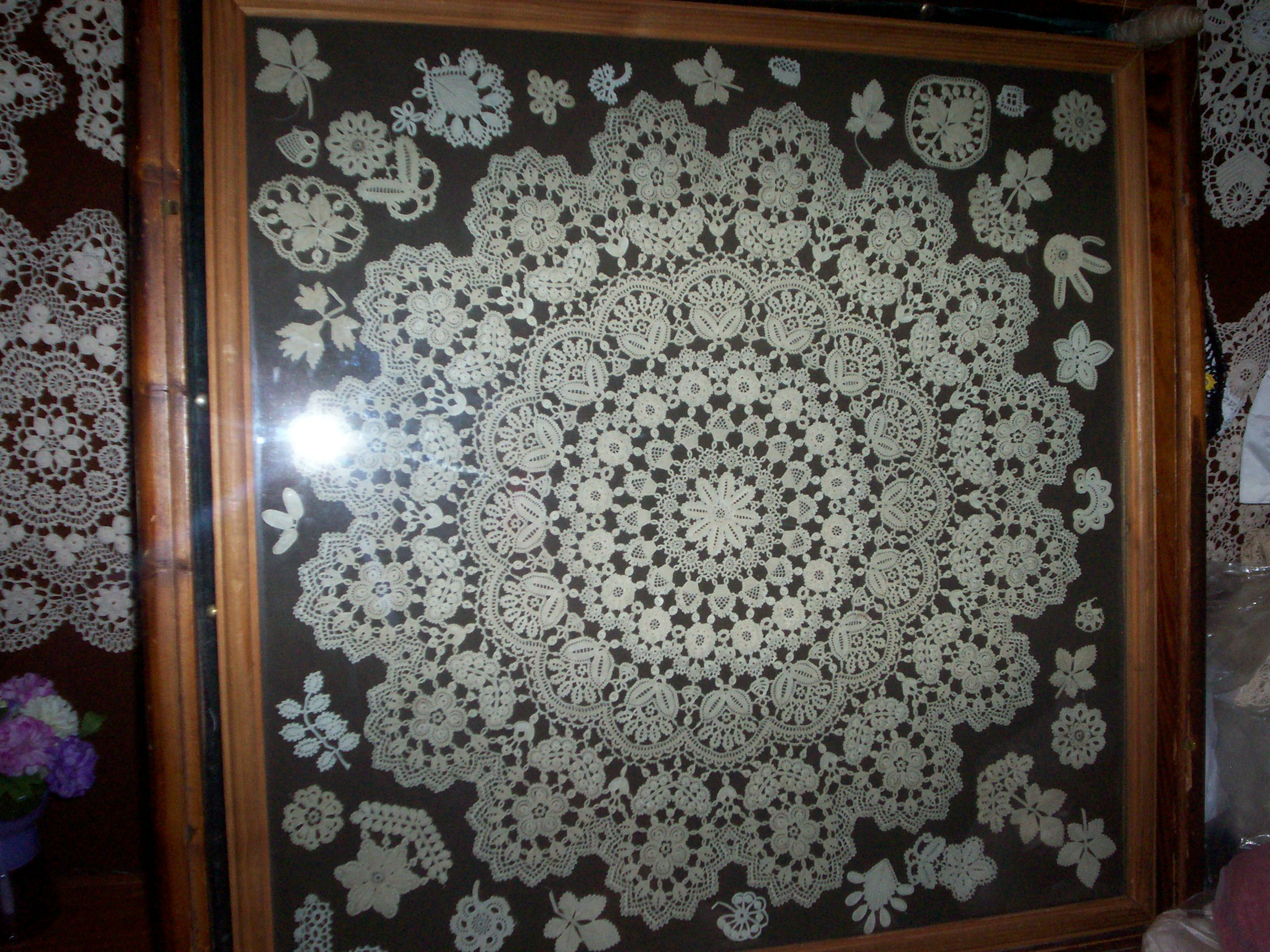
Ekspozycja muzeum